# Młodszy dryas

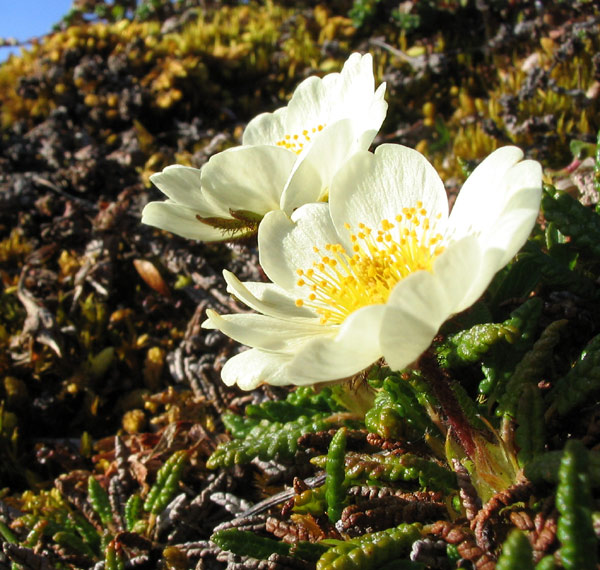
Dębik ośmiopłatkowy (Dryas octopetala), od którego pochodzi nazwa okresu.

Młodszy dryas – późnoglacjalna faza klimatyczna, biostratygraficzna i chronostratygraficzna trwająca od ok. 10850 r. p.n.e. do ok. 9700 r. p.n.e. (12,8–11,65 tys. lat BP, ok. 11–10 tys. 14C BP), ostatni zimny epizod ostatniego zlodowacenia. Nazwa pochodzi od dębika ośmiopłatkowego (Dryas octopetala), tundrowo-górskiej krzewinki, której pyłek znaleziono w osadach z tego okresu. Młodszy dryas trwał ok. 1100–1300 lat; oddzielał interstadiał Bölling/Allerød (późnoglacjalne optimum) od preboreału – pierwszej fazy holocenu.

## Datowanie
Dokładne ustalenie wieku bezwzględnego metodą radiowęglową początku i końca młodszego dryasu jest utrudnione, ponieważ spowodował on spłaszczenie radiowęglowej krzywej kalibracyjnej. Granica między młodszym dryasem a holocenem została wielokrotnie wydatowana różnymi metodami w różnych miejscach na całej Ziemi:
- 11530 ± 50 lat BP (9580 r. p.n.e.) – GRIP rdzeń lodowy, Grenlandia
- 11530+40−60 lat BP (9580 r. p.n.e.) – jezioro Kråkenes, zachodnia Norwegia
- 11578 ± 32 cal. lat BP (9628 r. p.n.e.) – basen Cariaco, odwiert, Wenezuela
- 11570 lat BP (9620 r. p.n.e.) – dendrochronologicznie dębów środkowoeuropejskich
- 11590 lat BP – jezioro Meerfelder Maar, Niemcy
- 11600 lat BP – jezioro Holzmaar (warwochronologia), Niemcy
- 11385–11981 cal. lat BP – Splan Pond, Kanada
- 11550 BP – jezioro Gościąż, centralna Polska
- 11552 ± 88 cal. lat BP – jezioro Suigetsu, Japonia
- 12049–11305 cal. lat BP – Maratoto, Nowa Zelandia
- 11640 ± 280 BP (9690 r. p.n.e.) – GISP2 rdzeń lodowy, Grenlandia

Międzynarodowa Komisja Stratygrafii ratyfikowała stratotyp początku holocenu (końca młodszego dryasu). Znajduje się on w grenlandzkim rdzeniu lodowym NGRIP na głębokości 1492,45 m
- 11653 ± 99 BP (11703 lat b2k – przed AD 2000) – NGRIP w skali czasu GICC05 (Greenland Ice Core Chronology), Grenlandia.

## Klimat

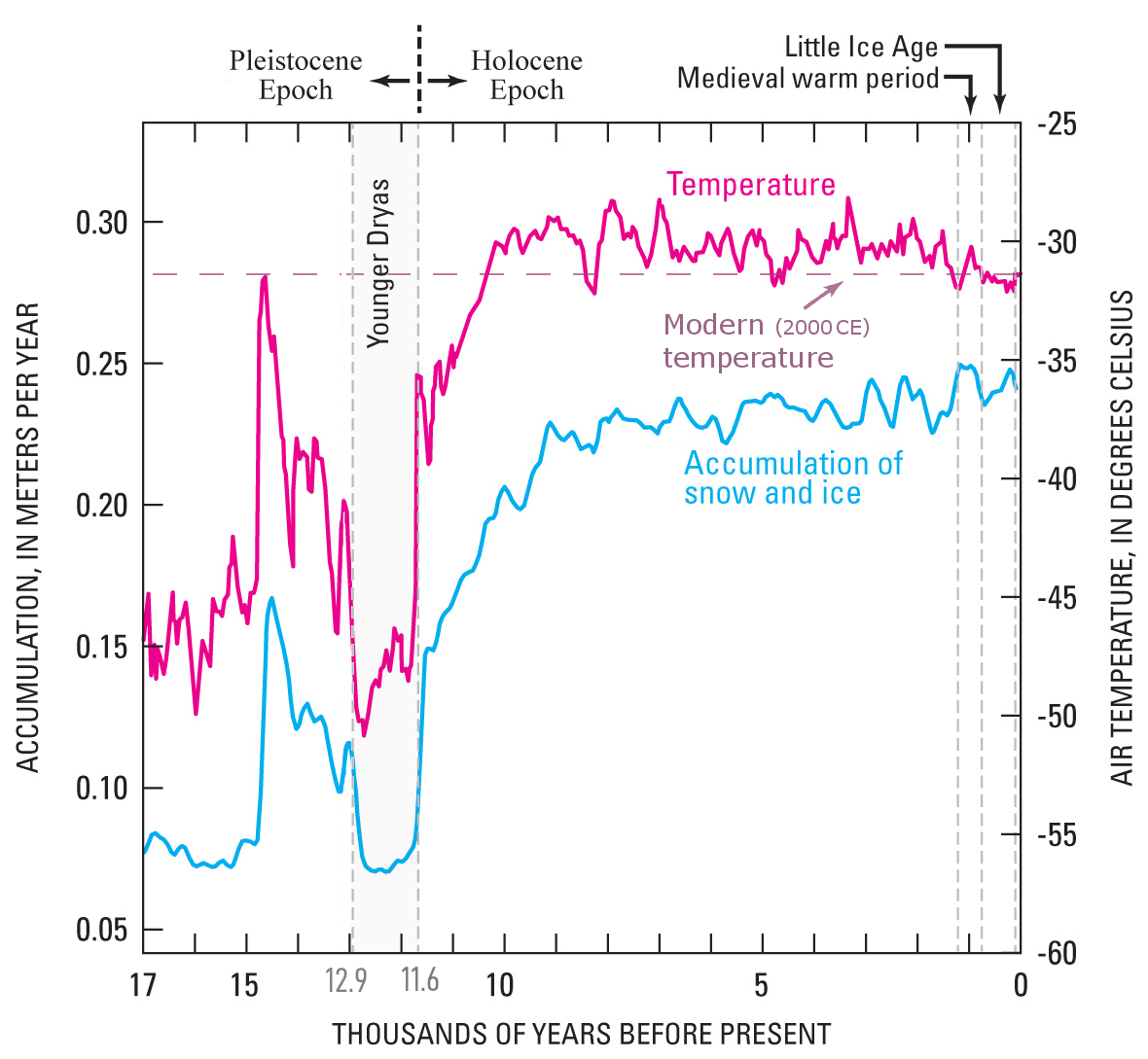
Zmiany temperatury powietrza, określone na podstawie wskaźników pośrednich, pobranych z centralnego regionu lodowego Grenlandii pochodzące z późnego plejstocenu i holocenu.

Tak jak w przypadku innych odcinków czasu geologicznych, dawny klimat młodszego dryasu jest rekonstruowany za pomocą pośrednich wskaźników, takich jak zawartość gazów (stosunkowa różnica pomiędzy różnymi izotopami tlenu) czy ślady pyłów w rdzeniach lodowych oraz warstwy osadów morskich i jeziornych. Łącznie dowody te pokazują, że znaczne ochłodzenie na półkuli północnej rozpoczęło się około 12 870 ± 30 lat p.n.e.. Było ono szczególnie dotkliwe na Grenlandii, gdzie temperatury spadły o 4–10 °C w sposób nagły. Temperatury na Grenlandii były do 15 °C niższe niż na początku XXI wieku.
Silne ochłodzenie o około 2–6 °C miało również miejsce w Europie. Pola lodowe i lodowce utworzyły się na wyżynnych obszarach Wielkiej Brytanii, podczas gdy na wielu obszarach nizinnych rozwinęła się wieczna zmarzlina, co oznacza ochłodzenie o 5 °C i średnią roczną temperaturę nie wyższą niż –1 °C. Ameryka Północna również stała się chłodniejsza, szczególnie na obszarach wschodnich i centralnych. Podczas gdy region północno-zachodniego Pacyfiku ochłodził się o 2–3 °C, ochłodzenie w zachodniej części Ameryki Północnej było ogólnie mniej intensywne.
Kiedyś uważano, że ochłodzenie młodszego dryasu rozpoczęło się mniej więcej w tym samym czasie na półkuli północnej, jednak analiza warstw (skał osadowych) przeprowadzona w 2015 r. sugeruje, że chłodzenie przebiegało w dwóch etapach. Badania osadów z jeziora Suigetsu w Japonii i kompleksu jaskiń Puerto Princesa na Filipinach pokazują, że początek młodszego dryasu w Azji Wschodniej był opóźniony o kilkaset lat w stosunku do północnego Atlantyku. Choć ochłodzenie było jednolite przez cały rok, ale miało wyraźny wzór sezonowy. W większości miejsc na półkuli północnej zimy stały się znacznie chłodniejsze niż wcześniej, ale wiosny ochłodziły się o mniej, podczas gdy latem nie nastąpiła istotna zmiana temperatur. Wydaje się, że wyjątek miał miejsce w dzisiejszym stanie Maine, gdzie temperatury zimowe pozostały stabilne, ale temperatury letnie spadły nawet o 7,5 °C.
Koniec młodszego dryasu był również nagły: na wcześniej ochłodzonych obszarach ocieplenie do poprzedniego poziomu nastąpiło w ciągu 50–60 lat. Tropiki doświadczyły relatywnie bardziej łagodnego wzrostu temperatury w ciągu kilku stuleci; wyjątkiem były tropikalne obszary Atlantyku, takie jak Kostaryka, gdzie zmiana temperatury była podobna do Grenlandii. Holoceńskie ocieplenie nastąpiło następnie na całym świecie.

## Hipotezy naukowe
Powstało wiele scenariuszy tłumaczących przyczyny tego ochłodzenia. Jednym z nich jest zaproponowany przez R.G. Jonsona i B.T. McClure w 1976 roku (potem udoskonalana przez Walace’a Broeckera). Według ich hipotezy nastąpiło zakłócenie cyrkulacji termohalinowej wskutek gwałtownego napływu do Oceanu Atlantyckiego słodkich wód proglacjalnego jeziora Agassiz. Powódź nastąpiła przez pęknięcie blokady lodowej lądolodu laurentyjskiego. W ciągu krótkiego czasu, możliwe że tylko jednego roku, 85% wód jeziora popłynęło na wschód – przez Niagarę i Rzeką Świętego Wawrzyńca. Masa 9500 km³ słodkiej wody pokryła cienką warstwą powierzchnię oceanu, zakłócając krążenie głębokich słonych wód, co spowolniło lub zatrzymało prąd zatokowy. Spowolnienie tego pasa transmisyjnego ciepła było bezpośrednim powodem oziębienia północnej półkuli.
Wadą tej hipotezy jest to, że nie znamy śladów po tak gwałtownym spływie wody. Podejrzewa się, że może to być struktura w dolinie rzeki Mackenzie, prowadzi ona jednak na północ.
Inną hipotezą, zaproponowaną w 2007 roku przez zespół Richarda Firestone’a, jest upadek dużego meteorytu lub eksplozja w atmosferze Ziemi roju komet lub chondrytów, za czym przemawia znalezienie nanodiamentów w warstwach ziemi i osadach znajdujących się w Ameryce Północnej, datowanych na 12,9 tys. lat. Według tej hipotezy katastrofa kosmiczna 13 tys. lat temu wywołała nagłą zmianę klimatu i globalne oziębienie. Za tą hipotezą przemawiają m.in. warstwy spalonej ziemi o specyficznych własnościach. W marcu 2010 Vance Haynes uznał niektóre ślady kosmicznego zderzenia za efekt akumulacji rzecznej. W maju 2010 sferule węglowe, które miały jakoby powstać w wyniku pożarów po uderzeniu meteorytu okazały się odchodami termitów i przetrwalnikami grzybów. Hipoteza katastrofy kosmicznej jest czasami nazywana w angielskojęzycznych źródłach jako Clovis comet (kometa Clovis) od nazwy północnoamerykańskiej kultury Clovis, która zniknęła w tym czasie.

## Konsekwencje
Nawrót klimatu glacjalnego spowodował ponowny awans lądolodów oraz lodowców górskich na całej Ziemi. W Alpach w tym czasie lodowce górskie i dendrytyczne uformowały sekwencje moren końcowych i recesyjnych stadium Egesen. W Irlandii oziębienie to zapisało się w transgresji lodowców fazy Nahanagan, na Wyspach Brytyjskich fazy Loch Lomond, natomiast lądolód skandynawski uformował w tym czasie potrójną sekwencję moren Salpausselkä I, II i III w południowej Finlandii. W tym czasie transgresje lodowców górskich także miały miejsce m.in. w: Pirenejach, Apeninach, Alpach Południowych, w Tybecie, chilijskich Andach i Tatrach.
Na podstawie analizy rdzeni lodowych temperatura spadła w tym okresie na Grenlandii o 15 °C, a ogólny spadek temperatury wynosił od 5 do 7 °C. Mimo że średnia roczna temperatura w tym czasie osiągnęła wartość, jaka jest charakterystyczna dla okresów pełnego zlodowacenia, w tym czasie obserwuje się skrajny kontynentalizm klimatu z dużymi sezonowymi amplitudami temperatur. Ponieważ bilans masy lodowców głównie jest determinowany temperaturą lata, a nie zimy, lodowce nie osiągnęły ponownie zasięgu, jakie miały podczas maksimum ostatniego zlodowacenia.
Zmiana klimatu spowodowała zanik kultury Clovis oraz wyginięcie megafauny plejstoceńskiej.

## Młodszy dryas a początek rolnictwa
Młodszy dryas często bywa łączony z początkami rolnictwa w południowo-zachodniej Azji. Uważa się, że ten zimny i suchy okres obniżył zdolność regionu do utrzymania ludzkiej populacji (ten sam obszar mógł wyżywić mniej osób) i zmusił osiadłe populacje wczesnych Natufian do podjęcia bardziej wędrownego trybu życia. Sądzi się, że dalsze pogorszenie klimatu zapoczątkowało uprawę zbóż. Chociaż istnieje dość duża zgodność co do znaczenia młodszego dryasu dla zmiany trybu życia w okresie panowania kultury Natufian, jego związek z początkami rolnictwa w końcu okresu pozostaje sporny. Istotnym aspektem tego sporu jest wniosek, że wymieniona masa 9500 km³ wody z jeziora Agassiz powinno była podnieść poziom mórz o 0,5 m i spowodować raptowne zatopienie delt.